# Union camerounaise de Paris
L’ Union camerounaise de Paris (UC de Paris) est un des premiers mouvements nationalistes du Cameroun sous tutelle française.

## Histoire
En octobre 1936, Jean Mandessi Bell, Léopold Moumé Etia et Gottfried Chan, fondent à Paris, le Comité de défense des intérêts du Cameroun. En juin 1937, le Comité de défense des intérêts du Cameroun est transformé en Union camerounaise (UC). L'UC de Paris, comme on dira plus tard, pour la distinguer du parti d’Ahmadou Ahidjo, l’Union nationale camerounaise,, .

## Direction
L’Union camerounaise de Paris a pour président, Jean Mandessi Bell et comme secrétaire général Léopold Moumé Etia. Les statuts de l’organisation la définissaient comme étant un mouvement nationaliste, indépendant des groupes politiques et coloniaux français,,.

## Revendications
L'UC de Paris était pour un Cameroun libre et ses revendications politiques s’exprimaient en deux refus: 
- la non-recolonisation du Cameroun par l’Allemagne dont la menace se précisait,
- la non-transformation du territoire camerounais sous tutelle de l'Organisation des Nations unies (ONU), en colonie française, ce que demandaient les colons français et la Jeucafra[8].

## Actions
L’Union camerounaise de Paris fut active pour regrouper les Camerounais de France et pour défendre leurs intérêts. Elle était également une courroie de transmission entre les revendications venues du Cameroun et le gouvernement français en métropole,.
L’UC de Paris était aussi présente au congrès du Rassemblement mondial contre le racisme, organisé du 22 au 24 juillet 1938 à la Maison de la Mutualité à Paris, par la Ligue internationale contre le racisme et l'antisémitisme (LICA) devenue LICRA en 1979. Léopold Moumé Etia y prit la parole en public pour la première fois, le 22 juillet 1938, en tant que Secrétaire général.